# هوبرت هوبن
هوبرت هوبن (آلمانی: Hubert Houben؛ ۲۴ فوریه ۱۸۹۸ – ۹ نوامبر ۱۹۵۶) دونده سرعت اهل آلمان بود.
وی در مسابقات کشوری و بین‌المللی در مجموع برندهٔ ۱ مدال نقره شده‌است.